# Emmanuel Henri Victurnien de Noailles

herb rodziny książęcej de Noailles

Emmanuel Henri Victurnien, markiz de Noailles (ur. 15 sierpnia 1830 w Maintenon, zm. 16 lutego 1909 w Paryżu) – francuski dyplomata, historyk i krytyk literacki, poseł nadzwyczajny i minister pełnomocny Francji w USA (1872-1873), ambasador Francji we Włoszech (1873-1882) i Imperium Osmańskim (1883-1886).

## Życiorys
Drugi syn Paula – 6. księcia de Noailles.
22 stycznia 1868 (30 stycznia 1868) poślubił Polkę – Eleonorę Adrianę (franc. Eléonore Adrienne Alexandrine) Lachmann (ur. 1827, zm. 5 września 1892), primo voto Szwejkowską. Autor prac o tematyce polskiej, m.in. o Henryku Walezym: Henri de Valois et la Pologne en 1572 (1867), która powstała przy znaczącym udziale Leonarda Rettla.

## Prace
- Emmanuel Henri Victurnien marquis de Noailles: La Pologne et ses frontières: accompagnée de deux cartes spéciales. Paris: Aymot, 1863. OCLC 11724957.Sprawdź autora:1. Brak numerów stron w książce
  - Tłumaczenie angielskie Edwarda Johnstone'a: Emmanuel Henri Victurnien marquis de Noailles: What is Poland: a question of geography, history and public law. London: Effingham Wilson, 1863, s. 80. OCLC 137247956.Sprawdź autora:1.
- Emmanuel Henri Victurnien marquis de Noailles: La Poésie polonaise. Paris: C. Douniol, 1866, s. 39. OCLC 458900736.Sprawdź autora:1.
- Emmanuel Henri Victurnien marquis de Noailles: Henri de Valois et la Pologne en 1572. Leonard Rettel[4]. T. 1, 2, 3. Paris: M. Lévy frères, 1867, s. 221. OCLC 50238060.
- Emmanuel Henri Victurnien marquis de Noailles: Un minimum de constitution. Paris: nakładem własnym autora, 1871, s. 48. OCLC 458900751.Sprawdź autora:1.